# Styringomyia ensifera
Styringomyia ensifera là một loài ruồi trong họ Limoniidae. Chúng phân bố ở miền Australasia.